# Studio de création - Fondation Huguette et Jean-Louis Fontaine
 (mars 2025).
La mise en forme du texte ne suit pas les recommandations de Wikipédia : il faut le « wikifier ».
Les points d'amélioration suivants sont les cas les plus fréquents :
- Les titres sont pré-formatés par le logiciel. Ils ne sont ni en capitales, ni en gras.
- Le texte ne doit pas être écrit en capitales (les noms de famille non plus), ni en gras, ni en italique, ni en « petit »…
- Le gras n'est utilisé que pour surligner le titre de l'article dans l'introduction, une seule fois.
- L'italique est rarement utilisé : mots en langue étrangère, titres d'œuvres, noms de bateaux, etc.
- Les citations ne sont pas en italique mais en corps de texte normal. Elles sont entourées par des guillemets français : « et ».
- Les listes à puces sont à éviter, des paragraphes rédigés étant largement préférés. Les tableaux sont à réserver à la présentation de données structurées (résultats, etc.).
- Les appels de note de bas de page (petits chiffres en exposant, introduits par l'outil «  Source ») sont à placer entre la fin de phrase et le point final[comme ça].
- Les liens internes (vers d'autres articles de Wikipédia) sont à choisir avec parcimonie. Créez des liens vers des articles approfondissant le sujet. Les termes génériques sans rapport avec le sujet sont à éviter, ainsi que les répétitions de liens vers un même terme.
- Les liens externes sont à placer uniquement dans une section « Liens externes », à la fin de l'article. Ces liens sont à choisir avec parcimonie suivant les règles définies. Si un lien sert de source à l'article, son insertion dans le texte est à faire par les notes de bas de page.
- La présentation des références doit suivre les conventions bibliographiques. Il est recommandé d'utiliser les modèles {{Ouvrage}}, {{Chapitre}}, {{Article}}, {{Lien web}} et/ou {{Bibliographie}}. Le mode d'édition visuel peut mettre en forme automatiquement les références.
- Insérer une infobox (cadre d'informations à droite) n'est pas obligatoire pour parachever la mise en page.

Pour une aide détaillée, merci de consulter Aide:Wikification.
Si vous pensez que ces points ont été résolus, vous pouvez retirer ce bandeau et améliorer la mise en forme d'un autre article.
Le projet né en 2012, évalué à quelque 11,2 M$, a vu le jour grâce à la contribution de la famille Bombardier, de la Fondation Huguette et Jean-Louis Fontaine, de l’Association Générale Étudiante en Génie de l’Université de Sherbrooke (AGEG) et des employés de la Faculté de génie. Le Studio de création - Fondation Huguette et Jean-Louis Fontaine a été inauguré le 4 octobre 2019.
Ce pavillon de 2 810 m2 possède de nombreux ateliers de fabrication et de recherche en mécanique, en électrique, en électromécanique, en impression 3D, en menuiserie et en soudure. L'entrée principale est caractérisée par un espace servant à exposer d'anciens prototypes. Le hall sert également à recevoir des réceptions, des séances de réseautage ainsi que d'autres activités formelles. L'espace est lumineux grâce aux murs vitrés sur deux étages donnant directement sur l'espace commun.
Le Studio, comportant trois étages, possède des ateliers de fabrication, des salles d'idéation et de réunion, une terrasse ainsi que les locaux de l'Usine-école Siboire.

## Histoire
L’Université de Sherbrooke a procédé, le 1er juin 2018, à la pelletée de terre qui lance officiellement les travaux de construction du Studio de création Fondation Huguette et Jean-Louis Fontaine.

## Mission
Le Studio de création permet de stimuler la création et les projets entrepreneuriaux et a été construit entre les immeubles hébergeant, d'un côté la Faculté de génie et de l'autre, l'École de gestion pour des raisons stratégiques.
Les ateliers peuvent accueillir les types de projets suivants:
- Groupes techniques de la Faculté de génie
- Projets majeurs de conception de la Faculté de génie
- Projets académiques (pour des étudiants de toutes les facultés)
- Projets personnels de tout étudiant
- Projets des employés de l'Université de Sherbrooke

## Sources
1. ↑  Isabelle Pion, La Tribune, « Le Studio de création de la faculté de génie inauguré », sur La Tribune, 4 octobre 2019 (consulté le 22 mars 2025)
2. ↑  « Inauguration du studio de création à l’UdeS, l’intérieur enfin dévoilé », sur EXP (consulté le 22 mars 2025)
3. 1 2  admin, « Université de Sherbrooke - Studio Création, Faculté de génie (Pavillon C4) », sur Espace Vital Architecture, 16 janvier 2021 (consulté le 22 mars 2025)
4. ↑  Portail Constructo, « Université de Sherbrooke : construction d’un studio de création », sur www.portailconstructo.com, 6 juin 2018 (consulté le 22 mars 2025)
5. ↑  « Un studio de 11M$ pour les étudiants en génie de l'UdeS », sur ici.radio-canada.ca (consulté le 22 mars 2025)
6. ↑  « Studio de création (Université de Sherbrooke) — Fab Labs Québec », sur wiki.fablabs.quebec (consulté le 22 mars 2025)